# Engels-Haus

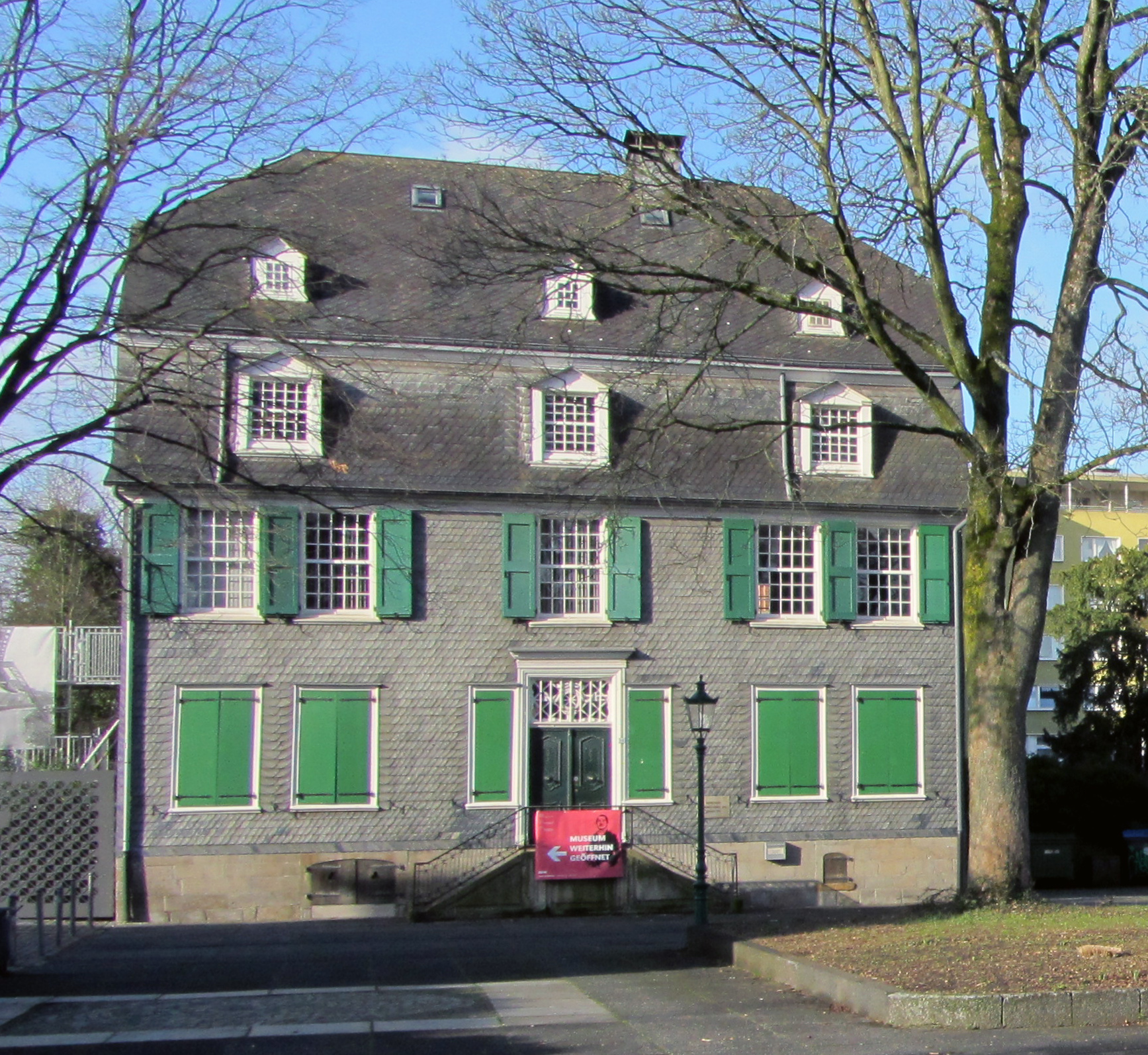
Engels-Haus en 2017.

Engels-Haus es un museo en Wuppertal, Alemania, ubicado en la casa donde creció Friedrich Engels (1820-1895). El museo es miembro constituyente del Museum Industriekultur de Wuppertal.
Esta casa Berg del barroco tardío fue construida en 1775 por Eberhard Haarmann en lo que entonces era Barmen, Berg El padre de Engels, Friedrich Engels Sr., nació en la casa en 1796. El mismo Engels nació en una casa diferente propiedad de la familia aproximadamente 100 metros al este que desde entonces ha sido destruido, pero pasó su juventud creciendo en Engels-Haus.
El museo fue inaugurado en 1970 en el 150 aniversario del nacimiento de Engels y se convirtió en un destino popular para los turistas socialistas. El museo ha estado cerrado desde 2016 debido a que la casa está en remodelación. La reapertura prevista del museo en 2020 para el 200 aniversario del nacimiento de Engels se canceló debido a la pandemia de COVID-19. No obstante, en presencia de la ministra de Cultura y Ciencia del Estado de Renania del Norte-Westfalia, Isabel Pfeiffer-Poensgen, y más de 300 invitados, el museo fue reabierto con la nueva exposición permanente sobre la vida y obra de Friedrich Engels el 11 de septiembre de 2021. El punto culminante de este evento fue la presentación del proyecto de arte internacional Inside out Engels.